# Lithocarpus andersonii
Lithocarpus andersonii là một loài thực vật có hoa trong họ Fagaceae. Loài này được Soepadmo mô tả khoa học đầu tiên năm 1970.